# STS-87
 STS-87  — 88-й старт шатлів у рамках програми «Спейс Шаттл» і 24-й космічний політ шатла «Колумбія», здійснений 19 листопада 1997 року. На космічному кораблі здійснив перший політ космонавт незалежної України Леонід Каденюк. Астронавти провели в космосі близько 16 днів і успішно приземлилися в Космічному центрі імені Кеннеді 5 грудня 1997 року.
Мета місії — виведення на орбіту і повернення на Землю наукового супутника SPARTAN-201-4 та інші наукові експерименти.

## Екіпаж
- (НАСА): Кевін Крегель (3)[2] — командир.
- (НАСА): Стівен Ліндсі (1) — пілот.
- (НАСА): Уїнстон Скотт (2) — фахівець польоту.
- (НАСА): Калпана Чавла (1) — фахівець польоту.
- (JAXA): Такао Дої (1) — фахівець польоту.
- (ДКАУ): Леонід Каденюк (1) — фахівець з корисного навантаження.

## Виходи у відкритий космос
- Скотт і Дої — EVA 1
  - EVA 1 Початок: 25 листопада 1997 року — 00:02 UTC
  - EVA 1 Кінець: 25 листопада 1997 року — 7:45 UTC
  - Тривалість: 7 годин 43 хвилини

- Скотт і Дої — EVA 2
  - EVA 2 Початок: 3 грудня 1997 року — 9:09 UTC
  - EVA 2 Кінець: 3 грудня 1997 року — 14:09 UTC
  - Тривалість: 4 години 59 хвилин

## Місія
Програма польоту передбачала вивід на орбіту і повернення на Землю наукового супутника SPARTAN-201-4 і проведення ряду наукових експериментів:
- USMP-4, United States Microgravity Payload;
- OARE, Orbital Acceleration Research Experiment;
- EDFT-05, Demonstration Flight Test;
- SOLSE, Shuttle Ozone Limb Sending Experiment;
- NASBE, експерименти з сірчано-натрієвою батареєю;
- AERCam Sprint;
- Collaborative Ukrainian Experiment (CUE). Український космонавт Каденюк провів біологічні експерименти з трьома видами рослин: ріпою, соєю і мохом. Основна мета проведення експериментів — вивчення впливу стану невагомості на фотосинтетичний апарат рослин, на запліднення та розвиток зародка, на експресію генів у тканинах сої і ріпи, на вміст фітогормонів у рослинах ріпи, на вуглеводний метаболізм та ультраструктуру клітин проростків сої, на процес ураження проростків сої патогенним грибом фітофтори. Крім цих експериментів у космічному польоті виконувалися експерименти Інституту системних досліджень людини по тематиці «Людина і стан невагомості»[3].

## Галерея

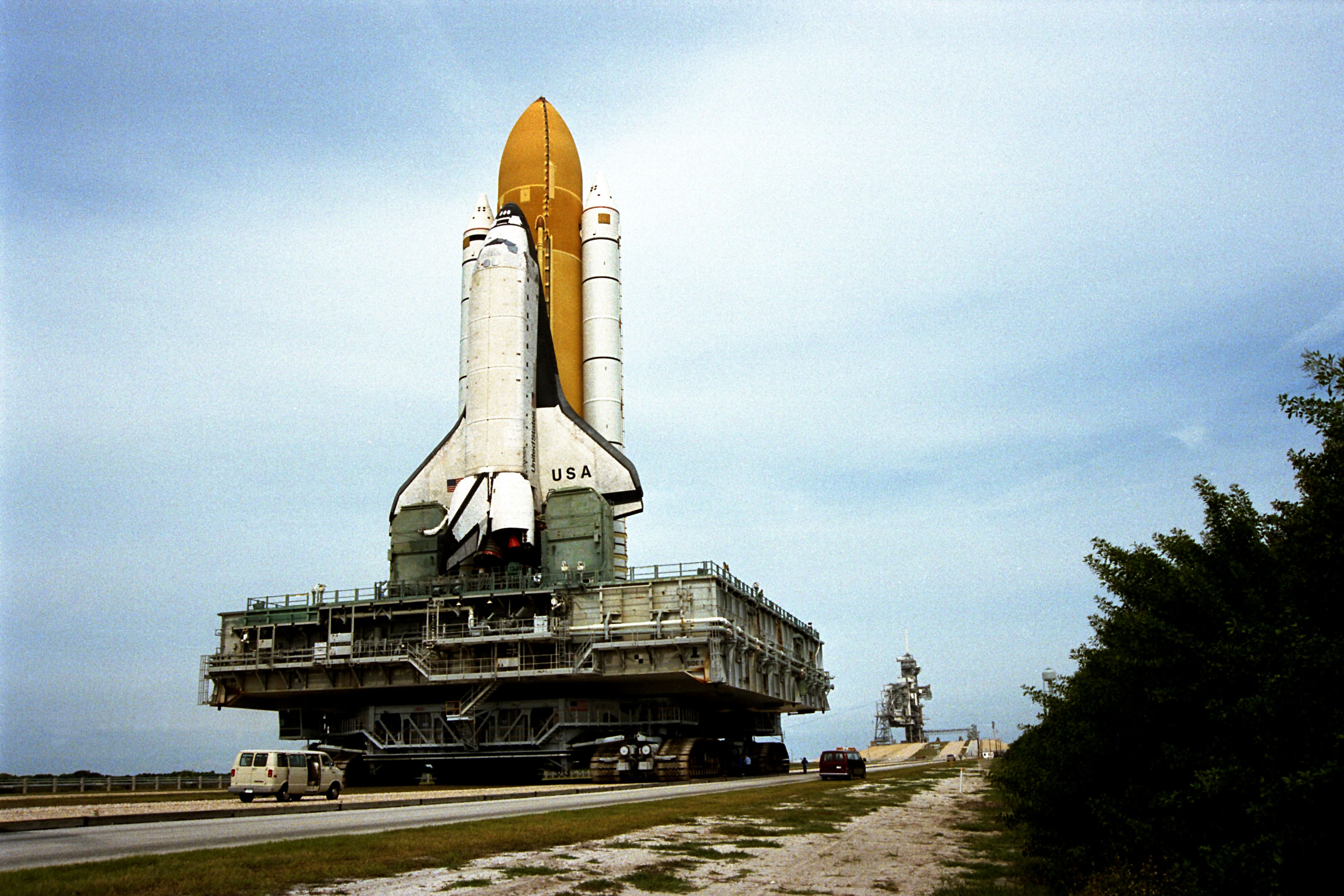
Колумбія OV-102 перед запуском
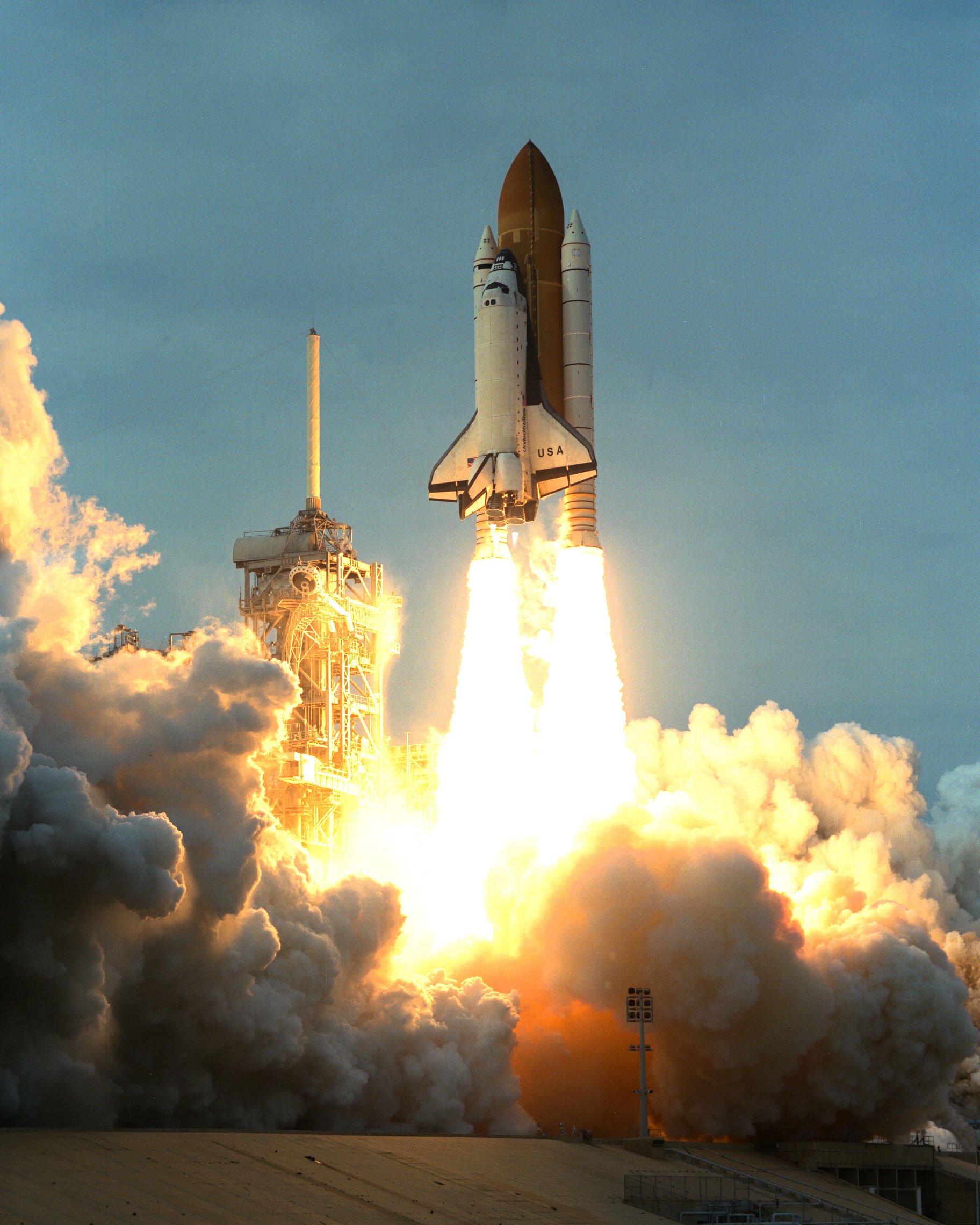
Момент старту шатла.
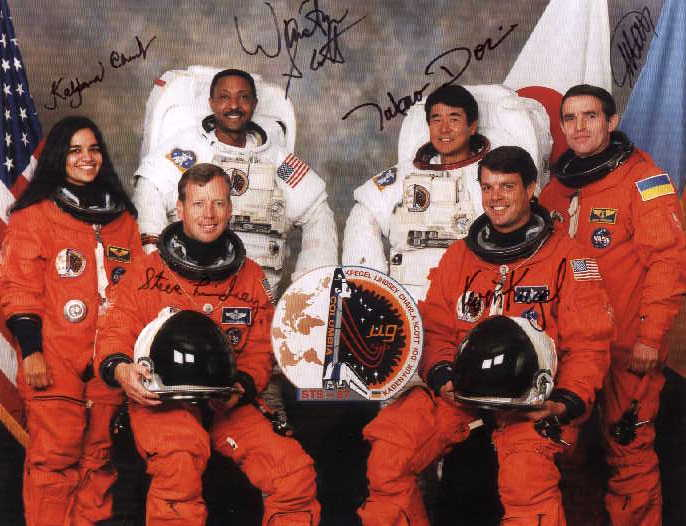
Екіпаж STS-87
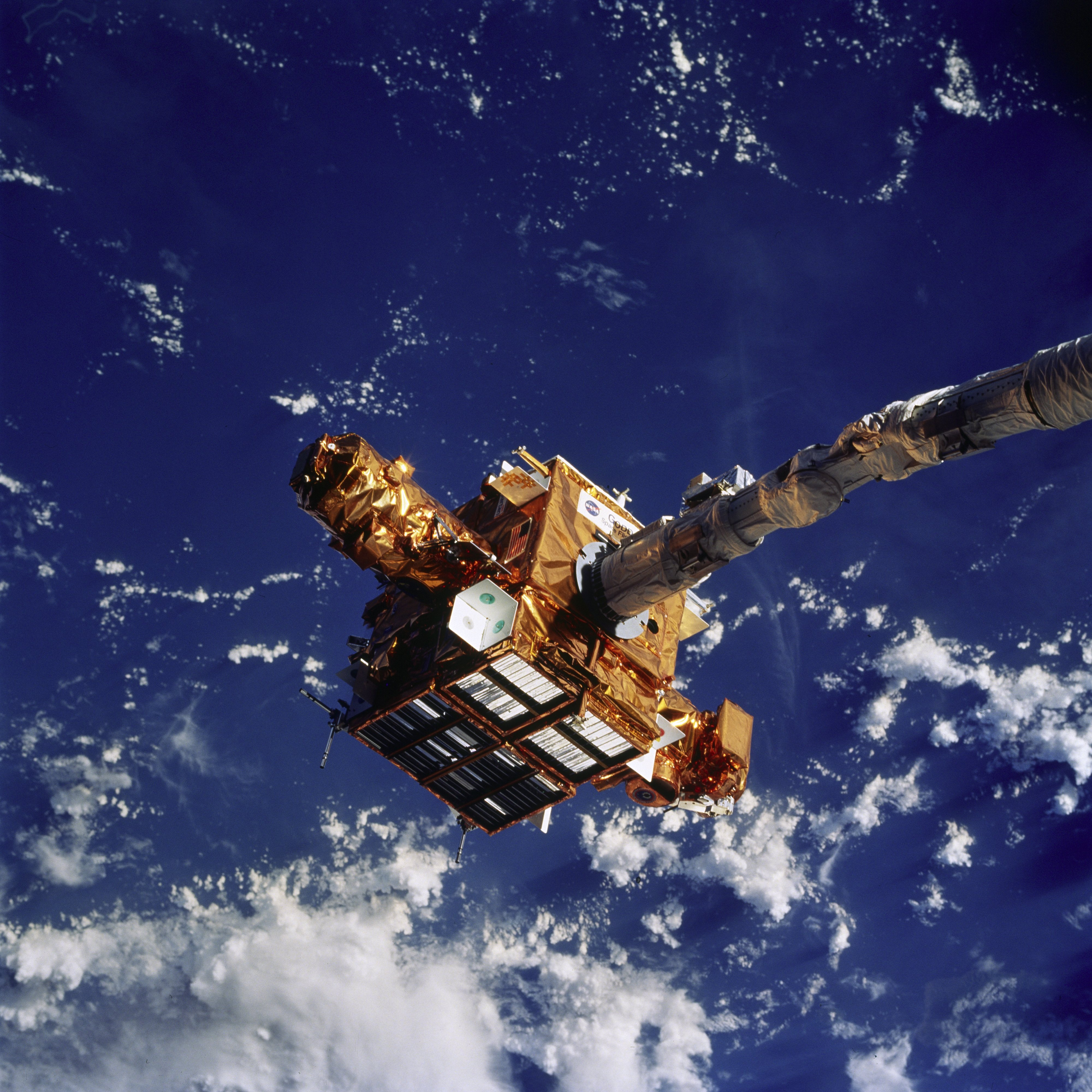
Запущений супутник SPARTAN
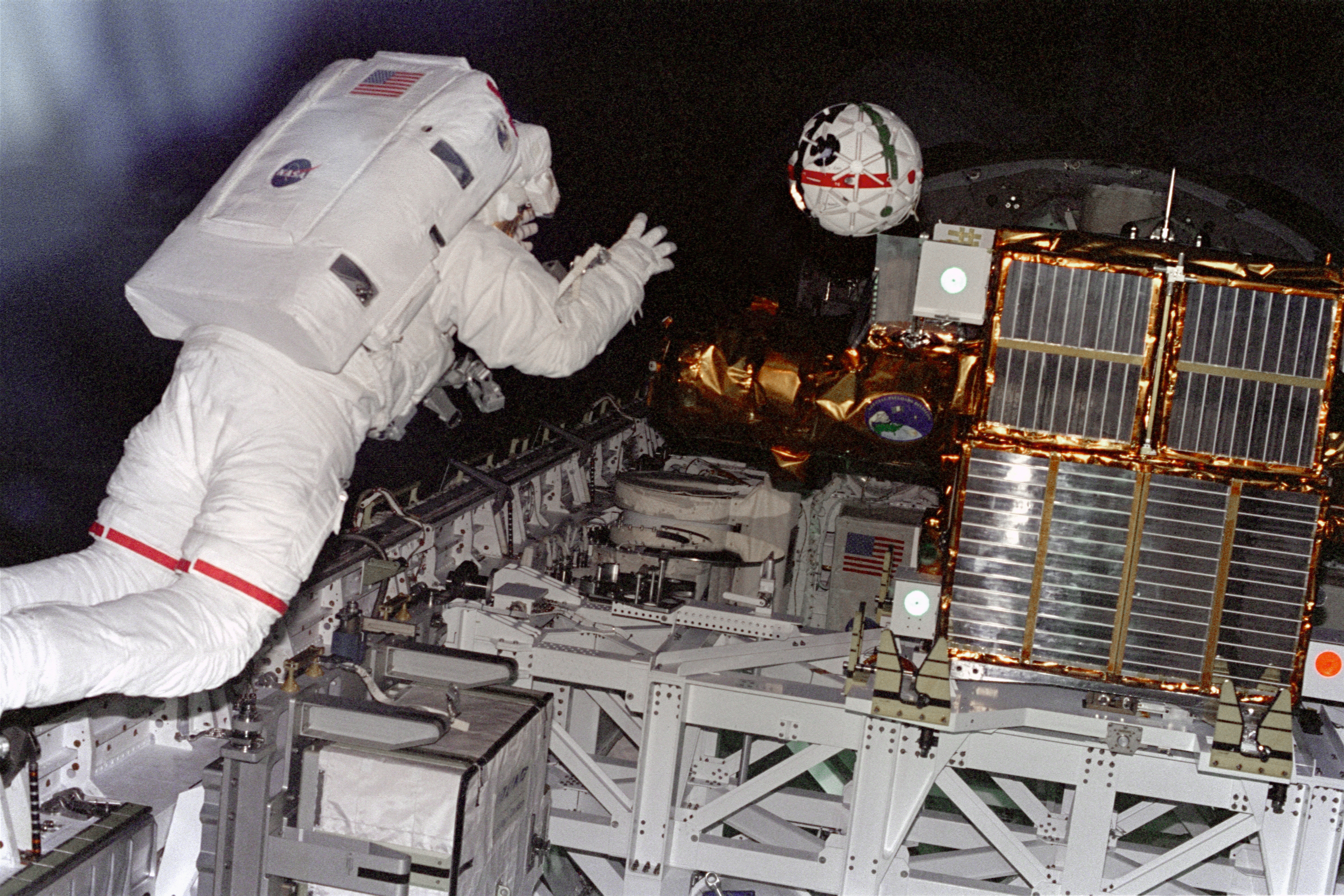
Скотт витягує роботизовану камеру AERCam Sprint
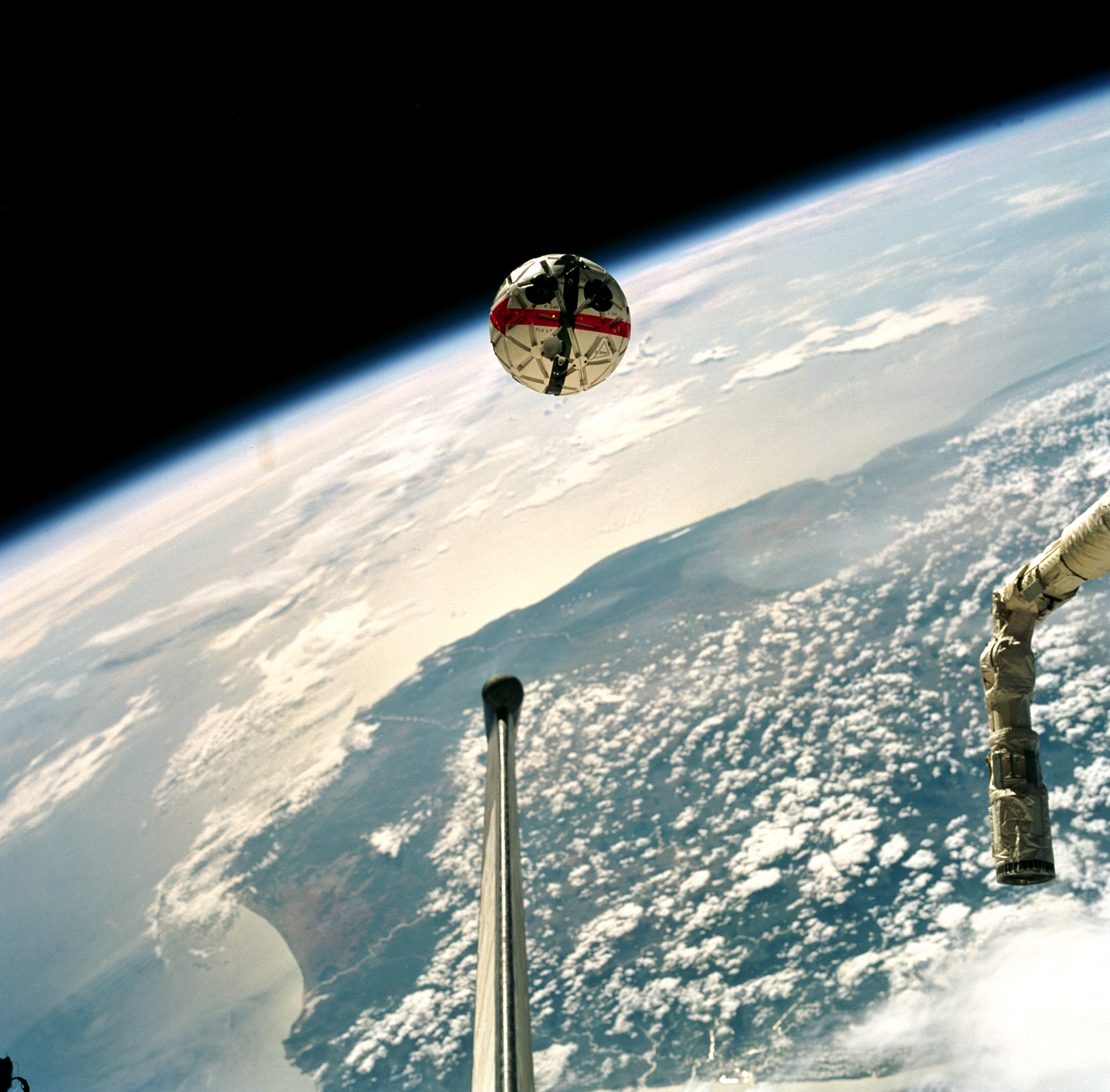
Роботизована камера AERCam Sprint в робочому стані на орбіті
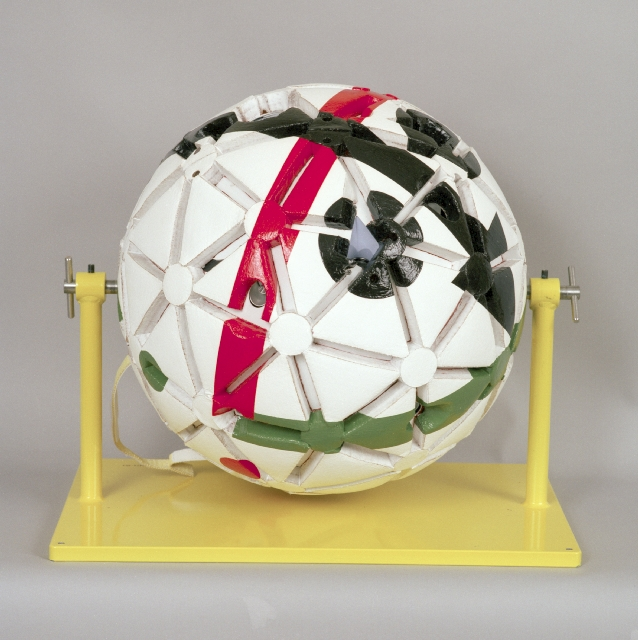
Камера AERCam Sprint перед запуском на Землі
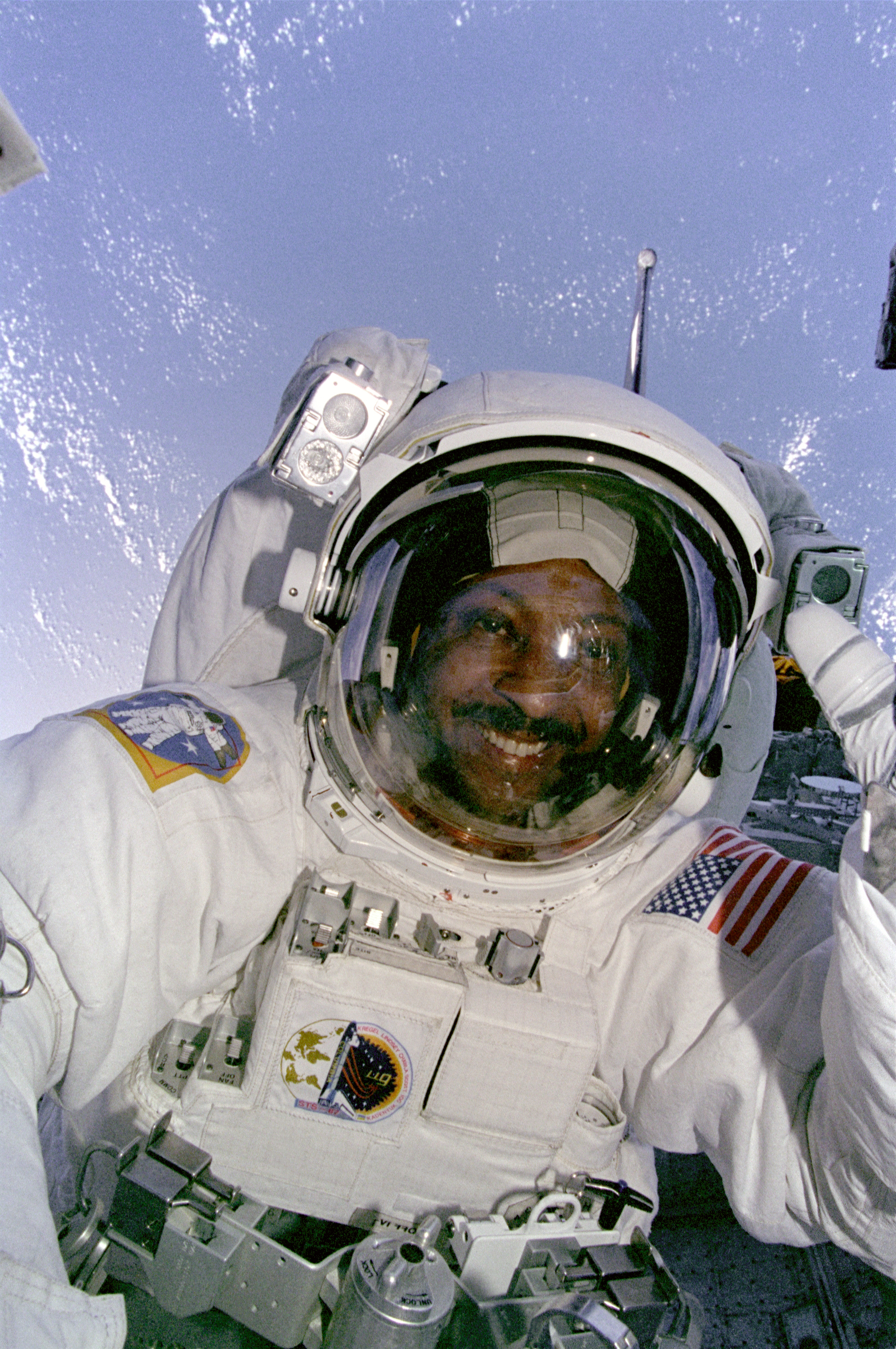
Вінстон Скотт під час виходу у космос
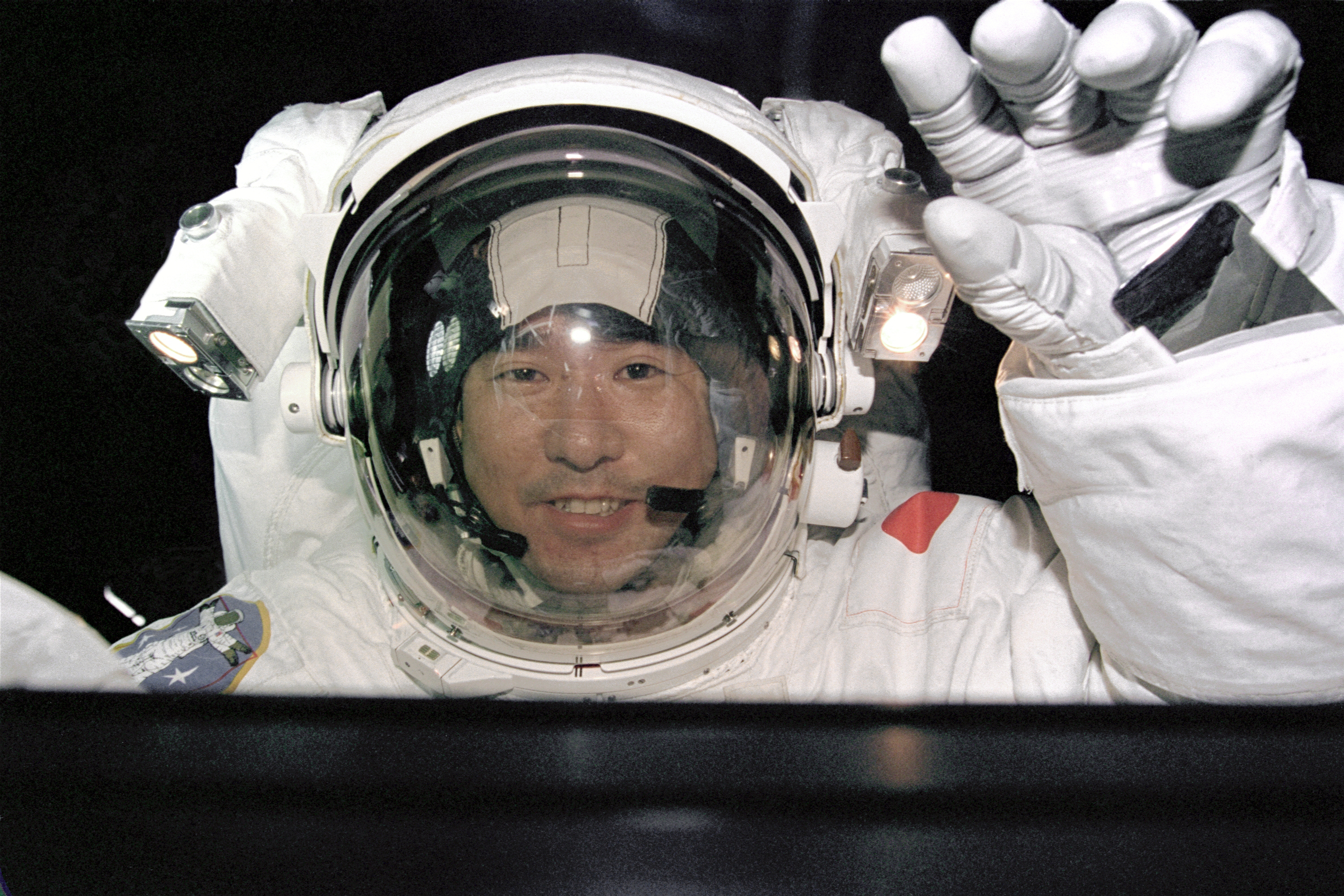
Такао Дої під час виходу у відкритий космос
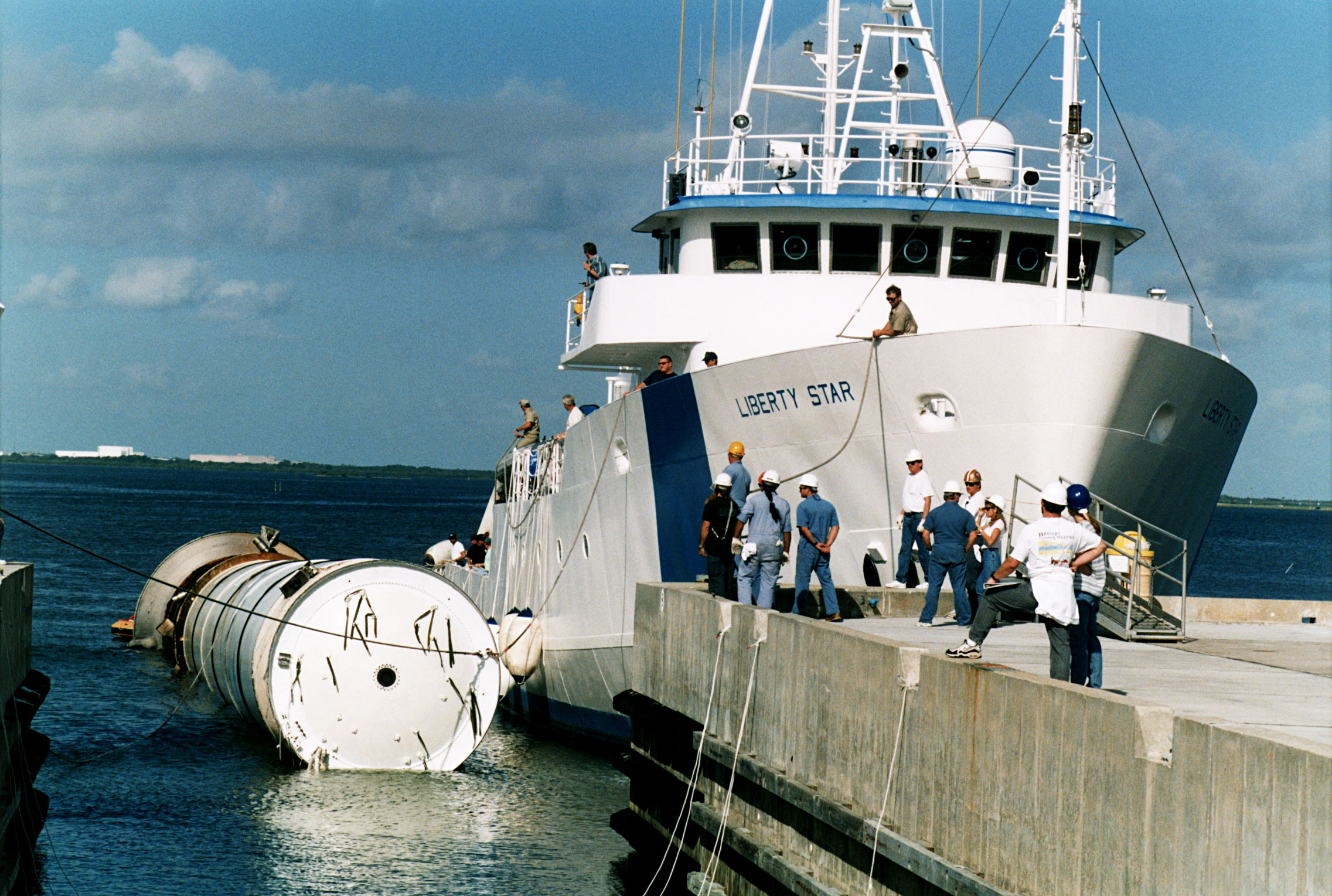
Корабель Liberty Star буксує боковий прикорювач після спуску.
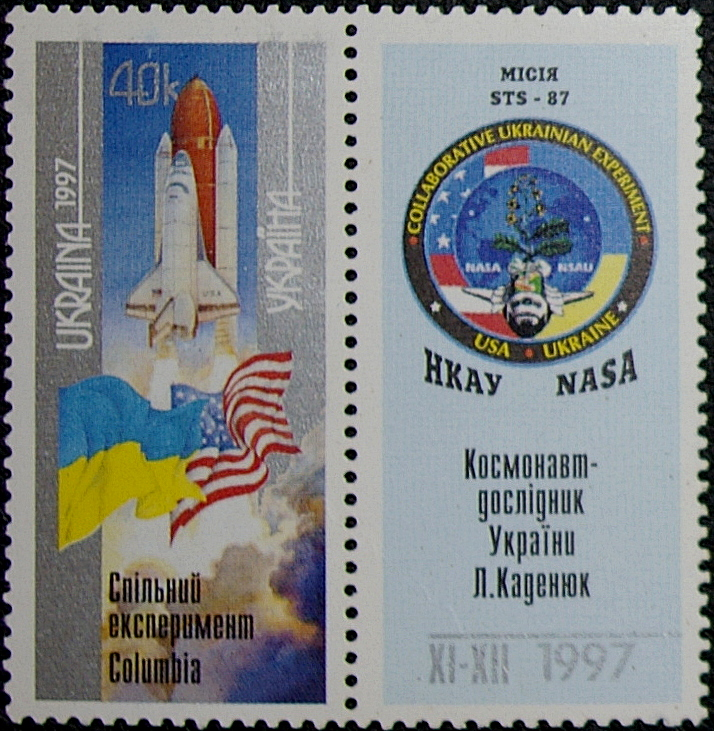
Поштова марка, Україна.